# رشته‌کوه ارگاکی
رشته‌کوه ارگاکی (انگلیسی: Ergaki) یکی از کوه‌های سیبری جنوبی در استان بوریاتیای ناحیه فدرالی خاور دور کشور روسیه است.